# ملیلیه
مِلیلیه (به زبان بربر: Mrič) (به زبان اسپانیایی: Melilla، مِلیّا) یکی از شهرهای خودمختار اسپانیا است که در سواحل شمالی قاره آفریقا قرار دارد. این شهر یک برون‌بوم (محصور برون‌ سرزمینی) اسپانیایی است که در کرانه‌های مدیترانه‌ای کشور مراکش واقع است.
شهر ملیلیه را اسپانیایی‌ها در سال ۱۴۹۷ پس از خروج دودمان نصریان از امیرنشین گرانادا تصرف کردند. این شهر به همراه شهر سئوتا، دو شهر اسپانیایی هستند که در سرزمین اصلی قاره آفریقا واقع هستند. این دو شهر تا ۱۴ مارس ۱۹۹۵ میلادی، بخشی از استان مالاگا بودند، ولی پس از آن تاریخ به عنوان دو شهر خودمختار به رسمیت شناخته شدند.
بیشتر مردم آن مسیحی و مسلمان هستند. اقلیتی از سفاردی‌ها و هندوها نیز در آن زندگی می‌کنند. زبان رسمی مردم این شهر اسپانیایی است. جمعیت این شهر در سال ۲۰۱۱ میلادی بیش از ۷۸ هزار نفر اعلام شد. مساحت این شهر ۱۲٫۳ کیلومتر مربع است.
شهر سئوتا در نزدیکی ملیلیه نیز از سال ۱۶۴۰ تحت حاکمیت اسپانیا است.
مراکشی‌ها این دو شهر را مغربی می‌دانند. مراکش همچنین به تمامی شهروندان سئوتا و ملیلیه که دوست دارند شهروند مراکش محسوب شوند تابعیت مراکش را داده‌است.
این شهر توسط کشور مراکش ادعا شده است ولی تقریباً همه ساکنان آن با واگذاری این شهر به کشور مراکش مخالفند.

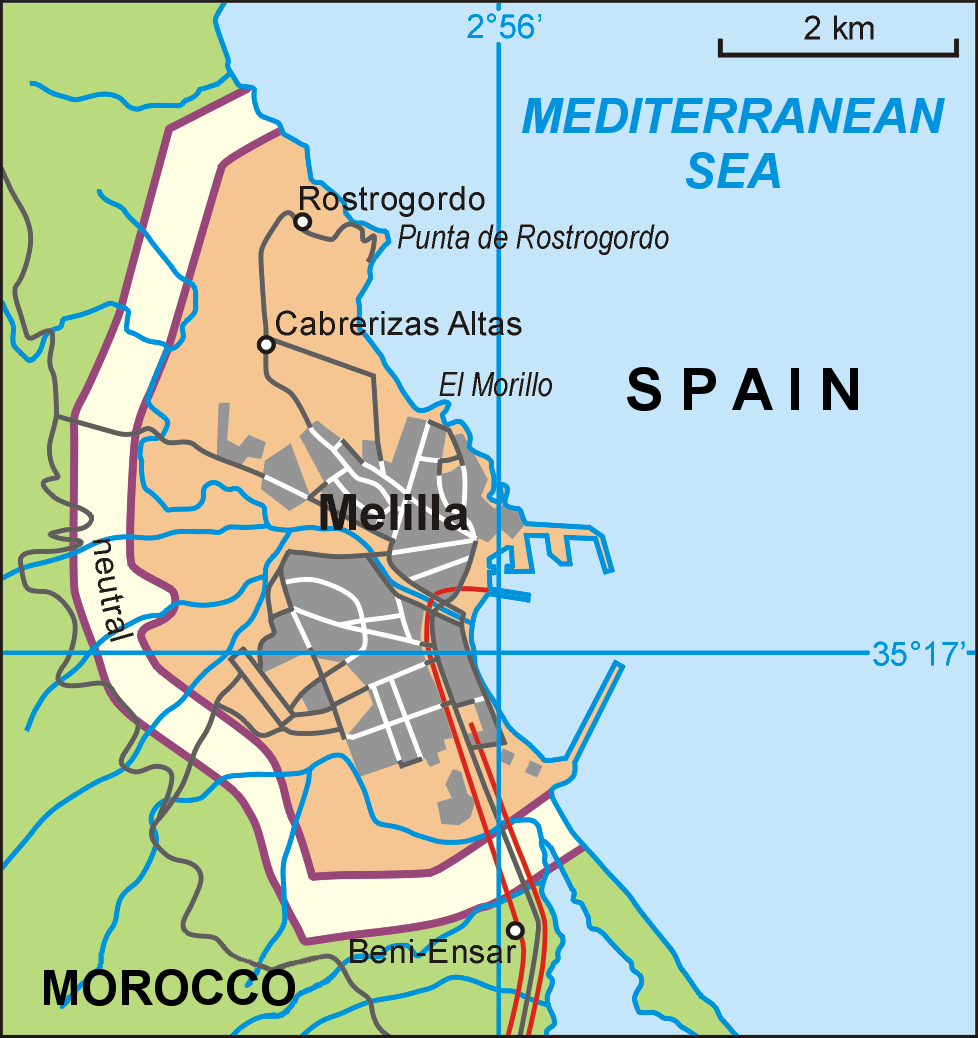
نقشه ملیله، اسپانیا